# Museomix
Museomix is een jaarlijks terugkerend evenement sinds 2011. Tijdens een Museomix, worden de collecties van een of meerdere musea op creatieve wijze ‘geremixt’ en aan het publiek voorgesteld. Er wordt in België een Museomix georganiseerd, die zowel in Vlaanderen als Brussel als Wallonië plaats kan vinden.
Museomix brengt deelnemers samen van verschillende achtergronden (uit de museum-, IT- en innovatiesector, evenals museumliefhebbers) in een partnermuseum om gedurende drie dagen innovatieve ervaringen te ontwerpen en daarvoor prototypen te maken voor het publiek.

## Edities
De eerste editie van Museomix was in 2011 in het Musée des Arts Décoratifs (Parijs). Sindsdien zijn er ook Museomixen in Canada, het Verenigd Koninkrijk, Zwitserland, België, Mexico, Oostenrijk, Spanje en Senegal georganiseerd. In Frankrijk worden er sinds 2013 meerdere Museomixen tegelijkertijd georganiseerd in verschillende delen van het land.